# Laurent Theunen
Laurent Theunen – belgijski piłkarz grający na pozycji pomocnika. Był reprezentantem Belgii.

## Kariera klubowa
Swoją karierę piłkarską Theunen rozpoczął w klubie Racing Club, w którym w sezonie 1901/1902 zadebiutował w pierwszej lidze belgijskiej i grał w nim do końca sezonu 1906/1907. W sezonach 1901/1902 i 1902/1903 wywalczył z nim dwa tytuły mistrza Belgii, a w sezonach 1904/1905 i 1906/1907 został z nim wicemistrzem kraju. W latach 1907–1910 grał w Daring Club, z którym w sezonie 1908/1909 wywalczył wicemistrzostwo Belgii.

## Kariera reprezentacyjna
W reprezentacji Belgii Theunen zadebiutował 7 maja 1905 w wygranym 7:0 towarzyskim meczu z Francją, rozegranym w Uccle i w debiucie zdobył 2 gole. Od 1905 do 1909 rozegrał w kadrze narodowej 4 mecze i strzelił w nich 3 gole.